# Škoda 26T
Škoda 26T (nazwa handlowa ForCity Classic, pierwotne oznaczenie 25T) – typ tramwaju wyprodukowanego przez zakłady Škoda Transportation dla systemu tramwajowego w Miszkolcu.

## Konstrukcja
26T wywodzi się konstrukcyjnie z typu 14T powstałego dla Pragi. W porównaniu z 14T zmieniono wygląd zewnętrzny; został on zaprojektowany przez czeską firmę Aufeer Design. 26T to w pełni niskopodłogowy, pięcioczłonowy tramwaj dwukierunkowy z trzema dwuosiowymi wózkami, z których skrajne są napędowe, a środkowy toczny. Po obydwu stronach nadwozia zamontowano po sześcioro drzwi, z których skrajne są jednopłatowe. Całkowita pojemność wagonu to ponad 300 osób, cena za jeden tramwaj to 55 mln koron.
Tramwaj ma budowę modułową, zatem możliwe jest także skonstruowanie różnych odmian mających od trzech do siedmiu członów (długość 18–50 m), przy czym i same człony mogą mieć różną długość. Na życzenie zamawiającego trójczłonową odmianę można wyposażyć wyłącznie w wózki napędowe.
Z tramwaju 26T wywodzi się model Škoda 28T, który Škoda Transportation dostarczyła do tureckiej Konyi i model Škoda 30T dla Bratysławy.

## Dostawy
| Państwo        | Miasto         | Lata dostaw    | Liczba | Numery taborowe |       |  |
| -------------- | -------------- | -------------- | ------ | --------------- | ----- |  |
| Węgry          | Miszkolc       | 2013           | 2      | 600, 601        | [ 4 ] |  |
| Węgry          | Miszkolc       | 2014           | 29     | 602–630         | [ 4 ] |  |
| Łączna liczba: | Łączna liczba: | Łączna liczba: | 31     |                 |       |  |

Prace nad tramwajem 26T trwały od jesieni 2010 r., w lipcu 2012 rozpoczęto budowę prototypu. Pierwsze dwa tramwaje miały zostać dostarczone do Miszkolca do lutego 2014, a pozostałe z 31 zamówionych tramwajów 26T do lutego 2015.
Pierwszy prototyp tramwaju z oznaczeniem Škoda 26THU3 zbudowano w lutym 2013. Dnia 12 maja 2013 r. tramwaj dostarczono do pilzeńskiej zajezdni Slovany, skąd wyjeżdżał na jazdy próbne bez pasażerów. Tramwaj otrzymał numer 118. Jazdy próbne zakończono 7 lipca, następnie tramwaj powrócił do producenta. Po niewielkich modyfikacjach w sierpniu 2013 r. wagon dostarczono do Miszkolca, gdzie otrzymał numer 600. Pierwszym wagonem typu 26T, dostarczonym do Miszkolca 2 lipca 2013 r., był jednak drugi prototyp (zbudowany w czerwcu 2013 r.), w Miszkolcu oznaczony numerem 601. Jesienią tego samego roku w Miszkolcu przeprowadzono jazdy próbne, a 20 stycznia 2014 r. wagon nr 600 rozpoczął kursowanie z pasażerami. Dostawy pozostałych wagonów rozpoczęły się w kwietniu 2014 r. i zakończyły się w grudniu 2014 r.